# Châtelaillon-Plage
Châtelaillon-Plage  är en stad och kommun i sydvästra Frankrike, belägen i departementet Charente-Maritime i regionen Nouvelle-Aquitaine.
Châtelaillon-Plage ligger 12 km söder om La Rochelle som är huvudstad i Charente-Maritime. Staden ligger också 18 km norr om Rochefort.
Staden har en lång strand vid Atlanten och är framför allt en viktig bad- och turistortstad vid Atlantens kust.
Badorten ingår som del i La Rochelles södra förorter och har omkring 6 000 invånare. Det är den trettonde största staden i Charente-Maritime.

## Befolkningsutveckling
Antalet invånare i kommunen Châtelaillon-Plage
| Referens: INSEE |

## Bilder

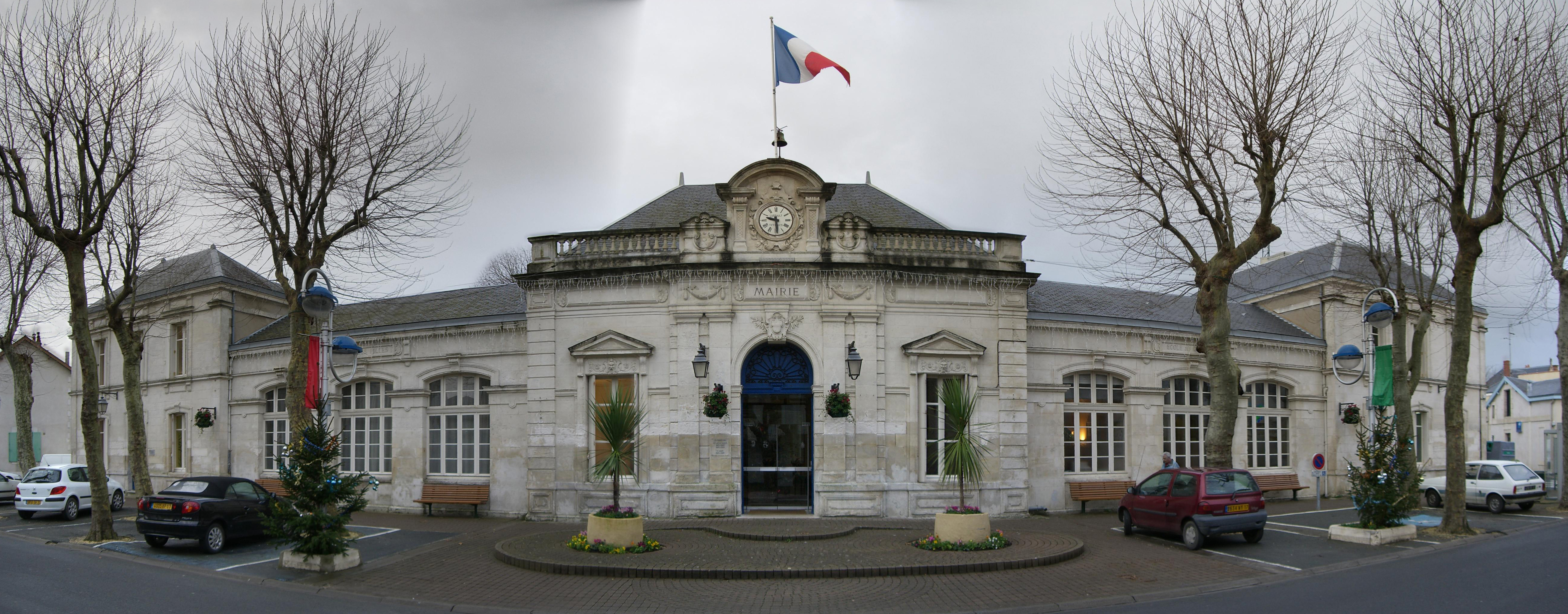
Rådhuset
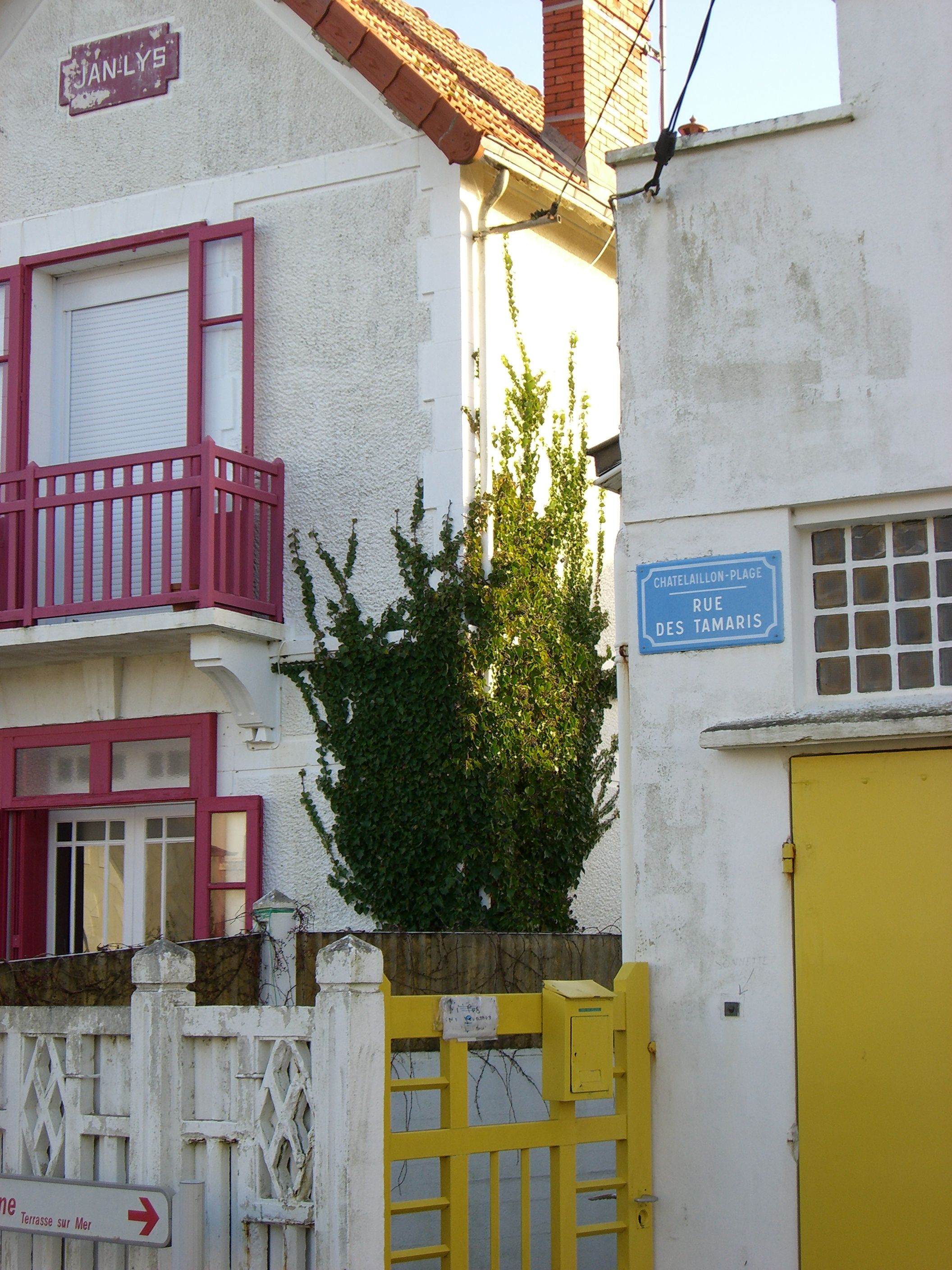
Stugor
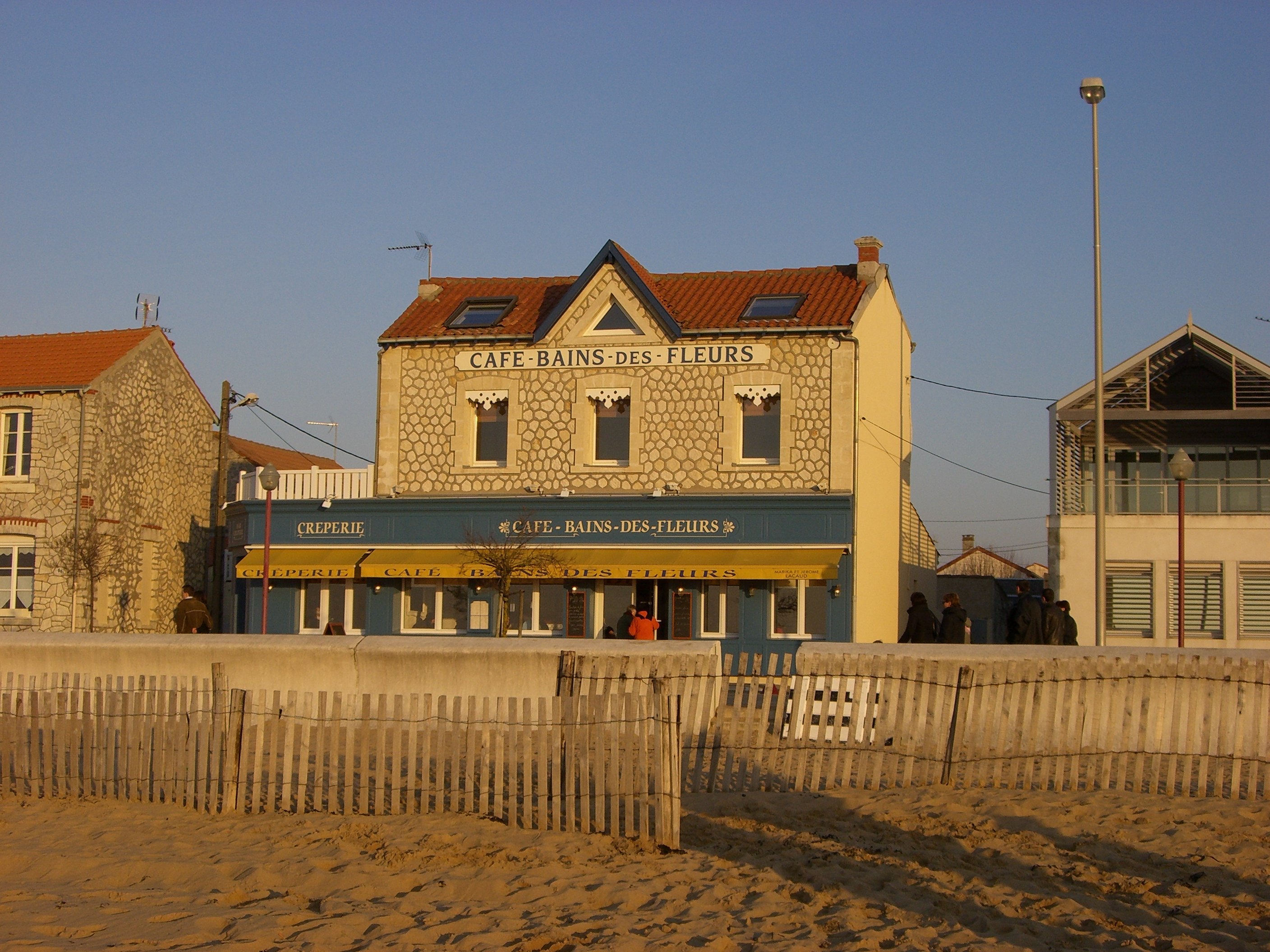
Boulevard de la Mer (Havsboulevarden)
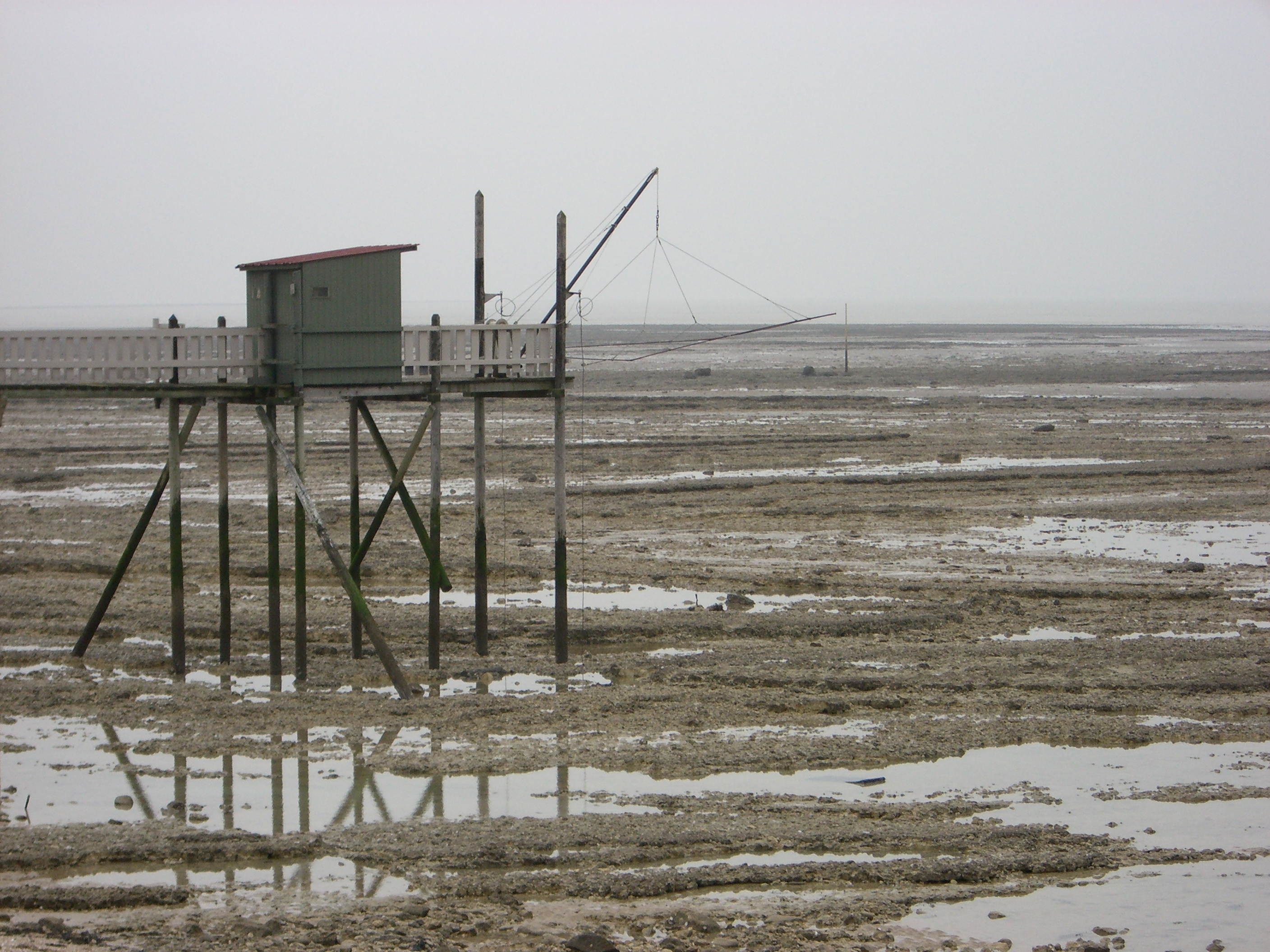
Mete
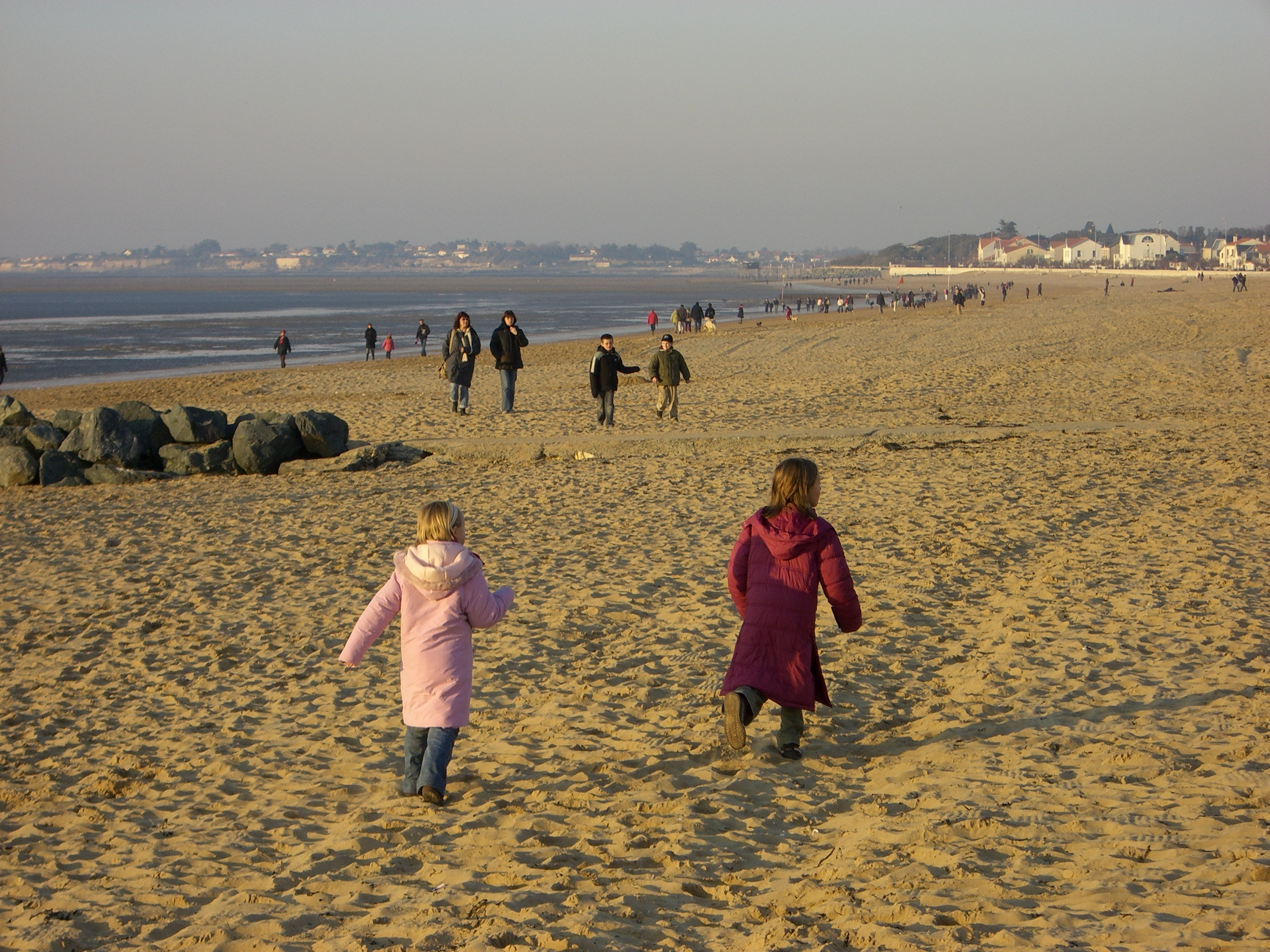
Stranden på vintern
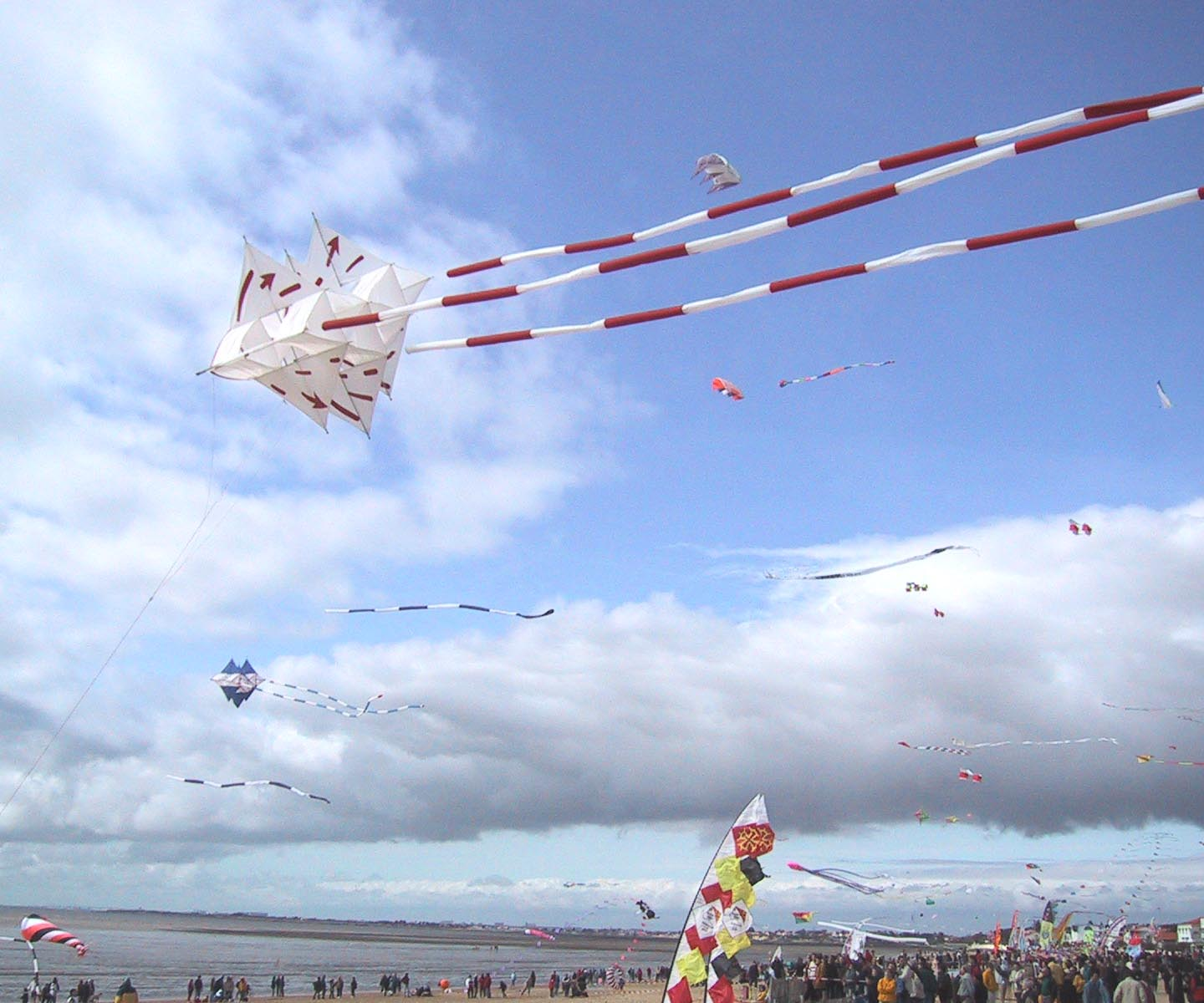
Pappersdrakesfestival år 2001
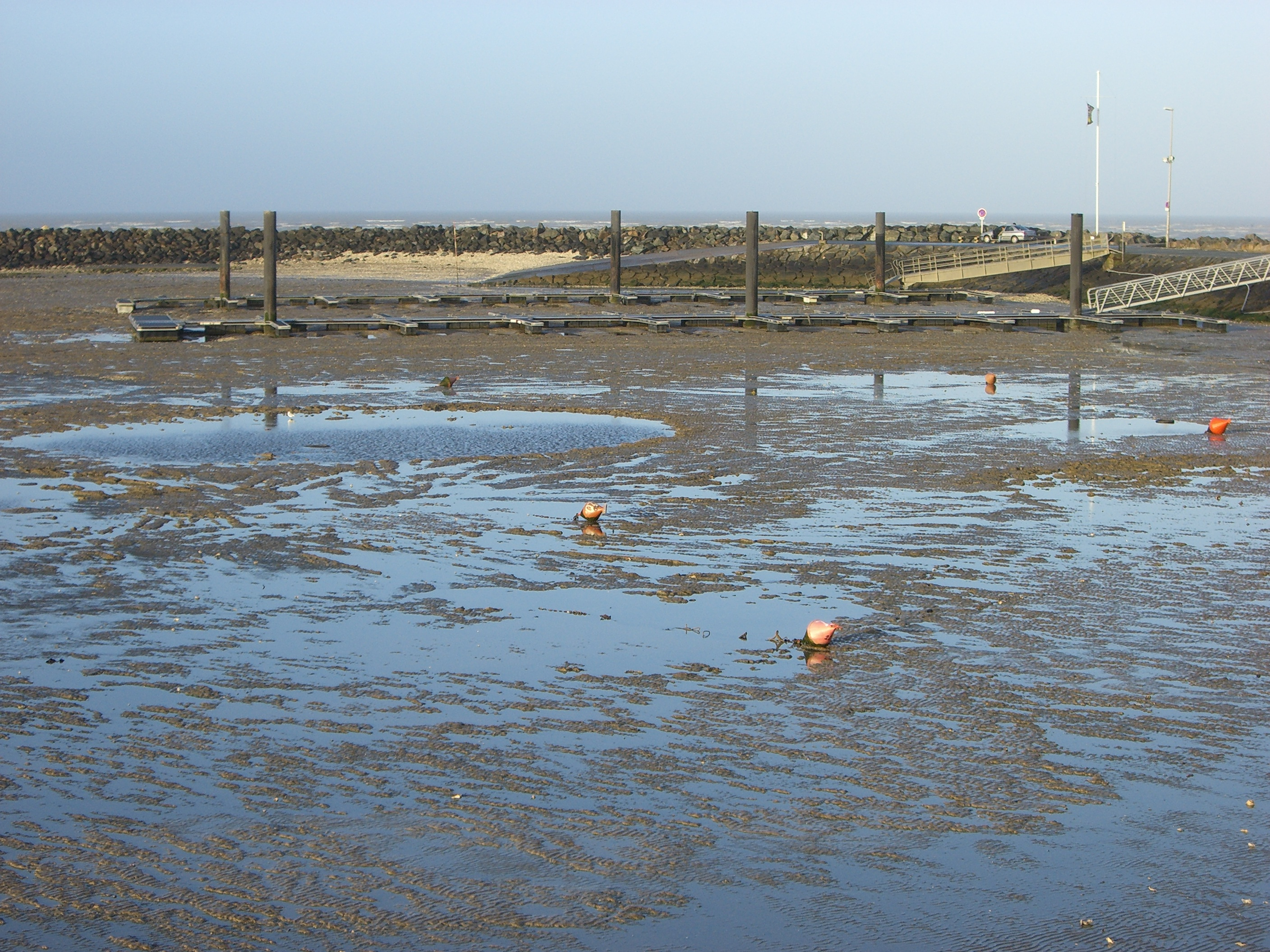
Vågbrytaren (lågvatten)